# Pleterje (gmina Kidričevo)
Pleterje – wieś w Słowenii, w gminie Kidričevo. W 2018 roku liczyła 226 mieszkańców.